# ルカ・ニチティアン
ルカ・ニチティアン（Luca Nichitean、1999年6月29日 - ）は、スーペルリーガ、CSMシュティインツァ・バヤ・マーレに所属するラグビーユニオン選手。

## プロフィール
- ルーマニア出身[1]。
- ポジションはスタンドオフ(SO)、ウィング(WTB)。
- 身長 180cm、体重 85kg

## 略歴
2022年、CSMシュティインツァ・バヤ・マーレに加入。
2023年9月、ラグビーワールドカップ2023のルーマニア代表に追加召集された。